# 衛浜区
衛浜区（えいひん-く）は中華人民共和国河南省の新郷市に位置する市轄区。

## 行政区画
- 街道:勝利路街道、解放路街道、中同街街道、健康路街道、自由路街道、南橋街道、鉄西街道、振中街道
- 鎮:平原鎮
- 郷:関堤郷